# Observatoire pour la minéralogie, l'eau, les glaces et l'activité
Pour les articles homonymes, voir Oméga (homonymie).
L'Observatoire pour la Minéralogie, l'Eau, les Glaces et l'Activité, généralement désigné par son acronyme OMEGA, est un instrument scientifique embarqué à bord de la sonde spatiale Mars Express de l'ESA (Agence spatiale européenne), lancée le 2 juin 2003 par un lanceur russe Soyouz-FG/Fregat depuis le cosmodrome de Baïkonour au Kazakhstan, et toujours en activité depuis autour de la planète Mars.

## Finalité et conception
Initialement conçu dans les années 1980 pour la plateforme ARGUS de la mission russe Mars 96 de l'IKI RAN, dont le lancement par un lanceur Proton a échoué le 16 novembre 1996, il a été adapté dans les années 1990 pour la mission Mars Express de l'Agence spatiale européenne.
Il s'agit d'un spectromètre imageur pesant 28,6 kg et travaillant dans les domaines de la lumière visible et infrarouge, de longueurs d'onde comprises entre 0,35 et 5,2 µm (infrarouge), avec une résolution au sol allant de 300 m depuis 250 km d'altitude à 4,8 km depuis 4 000 km d'altitude. 
Sa maîtrise d'œuvre est assurée par l'IAS d'Orsay, en collaboration avec le LESIA de l'Observatoire de Paris, l'IKI RAN à Moscou, et l'IFSI (Institut de physique de l'espace interplanétaire) à Rome.

## Résultats
L'intérêt de ce dispositif est de pouvoir établir à la fois des cartes de composition minéralogique de la surface martienne et de répartition des constituants clés de son atmosphère, tels que le dioxyde de carbone CO2 et la vapeur d'eau H2O. Il a donc permis de mieux connaître le cycle du CO2 entre les calottes polaires et l'atmosphère au cours d'une année martienne, et d'établir la présence de 15 % de glace d'eau dans la calotte polaire australe.

### Phyllosilicates et roches magmatiques
L'un des enseignements majeurs d'OMEGA a été l'identification de phyllosilicates largement répandus dans les régions les plus anciennes de la planète, révélant l'interaction prolongée des roches ignées avec l'eau liquide. Par ailleurs, OMEGA a confirmé l'abondance des roches ignées sur la surface de Mars, notamment des olivines et des pyroxènes, avec pour ces derniers un taux de calcium plus bas dans les hautes terres cratérisées de l'hémisphère sud que sur le reste de la planète, où on le rencontre avec de l'olivine, indiquant que les matériaux les plus anciens de l'écorce martienne se seraient formés à partir d'un manteau appauvri en aluminium et en calcium.

### Sulfates hydratés
OMEGA a également permis de détecter, en de nombreux endroits de la planète, des sulfates hydratés, tels que, par exemple, de la kiesérite MgSO4•H2O dans la région de Meridiani Planum, voire, dans la région de Valles Marineris, des sulfates encore davantage hydratés dont il n'a pas été possible d'identifier la nature minéralogique, ainsi que des dépôts de gypse CaSO4•2H2O sur de la kiesérite au fond d'un lac asséché, indiquant un changement de nature saline de ce plan d'eau au cours de son assèchement, passant du sulfate de magnésium [ Mg2+ ][ SO42−]  au sulfate de calcium [ Ca2+ ][ SO42− ] . De vastes étendues de sulfate de calcium hydraté, vraisemblablement du gypse, ont également été détectées en bordure de la calotte polaire boréale. La présence de ces minéraux hydratés est une indication forte de la présence passée d'étendues d'eau liquide à la surface de Mars, une eau contenant notamment des sulfates de magnésium et de calcium dissous.

### Chronostratigraphie minéralogique
On doit à cet instrument, et à l'équipe de Jean-Pierre Bibring qui analyse les données recueillies par ce dispositif, l'élaboration d'une chronostratigraphie minéralogique de la planète Mars sensiblement différente de l'échelle des temps géologiques martiens généralement acceptée. Cette approche novatrice repose sur un système stratigraphique en trois éons :
- Phyllosien : « âge des argiles » antérieur à 4,2 Ga, terrains caractérisés par la présence de phyllosilicates, dont des argiles, vraisemblablement formés sous l'action d'eau liquide ;
- Theiikien : « âge sulfurique[9] » entre 4,2 et 3,8 Ga, géologie dominée par les minéraux soufrés résultant du volcanisme martien ;
- Sidérikien : « âge ferrique[10] » après 3,8 Ga, époque de formation des oxydes de fer anhydres, omniprésents à la surface de la planète et responsables de sa couleur rouge.

La datation précise de ces éons demeure largement incertaine, et l'analyse détaillée des résultats d'OMEGA suggère en fait une discontinuité ente le Phyllosien et le Theiikien, faisant coïncider le début de ce dernier avec l'Hespérien de la géologie martienne tout en maintenant une durée moindre pour le Phyllosien que pour le Noachien, ce qui conduit du même coup à réajuster la définition des époques géologiques martiennes :
Cette discontinuité, qui coïnciderait plus ou moins avec l'hypothétique « grand bombardement tardif » (LHB en anglais, daté plutôt entre 4,1 et 3,8 milliards d'années), matérialiserait en fait l'époque d'activité volcanique maximum, qui se prolongerait au Theiikien en disparaissant progressivement au fur et à mesure que la planète aurait perdu l'essentiel de son activité interne.